# Gekkeikan

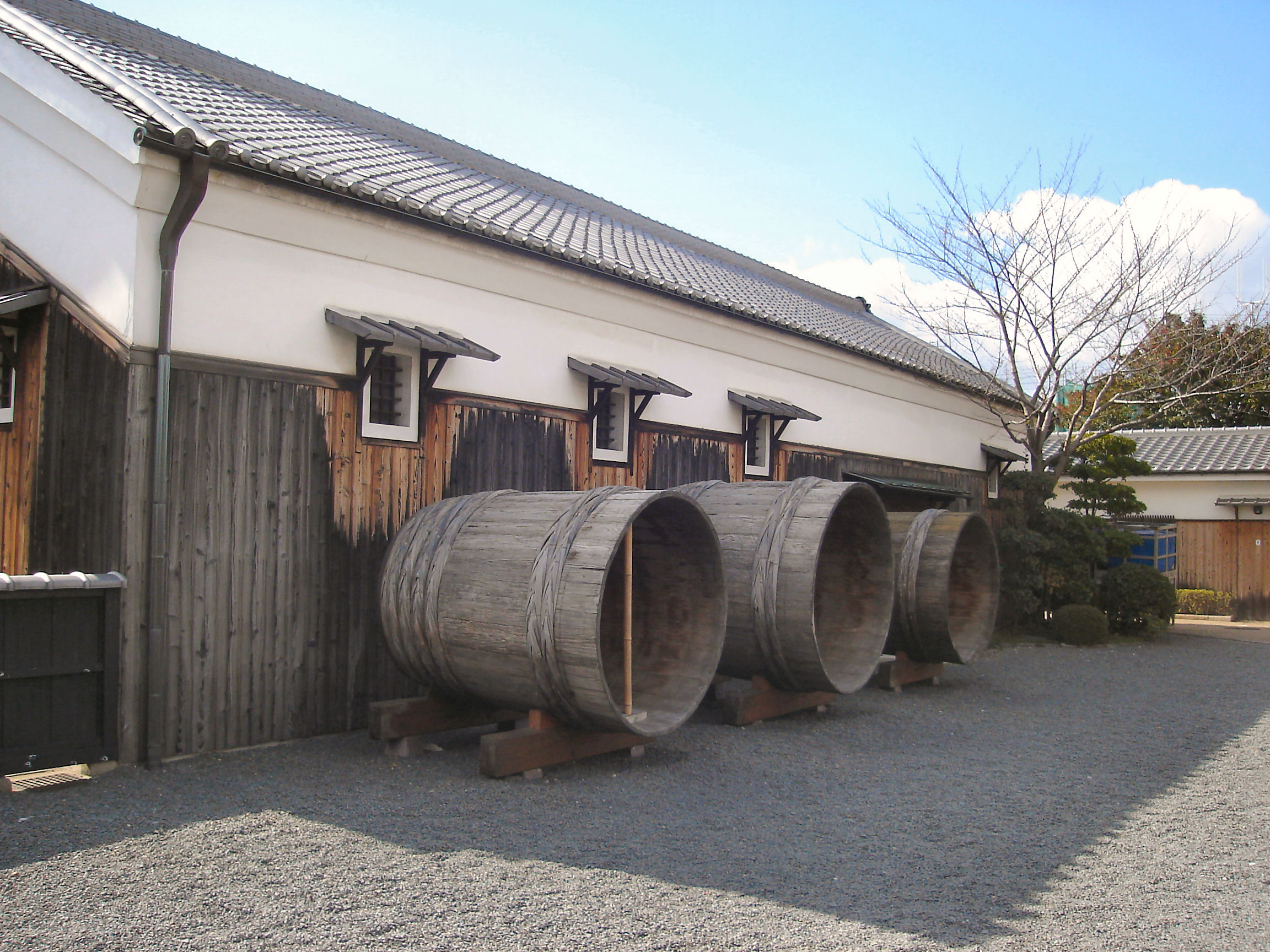
Sake-Fässer an der Gekkeikan-Ōkura-Gedenkstätte

Gekkeikan K.K. (japanisch 月桂冠株式会社, Gekkeikan Kabushiki kaisha, engl. Gekkeikan Sake Co., Ltd.) ist eine japanische Brauerei aus Kyōto, die Sake („Reiswein“) herstellt. Sie wurde 1637 von Jiemon Ōkura gegründet. Übersetzt bedeutet der Name „Lorbeerkranz“. Die Firma ist durch ihre Langlebigkeit Mitglied in der Association les Hénokiens, einer Organisation traditionsreicher Familienunternehmen.
Gekkeikan ist in den USA durch Gekkeikan Sake (USA), Inc. vertreten mit einer Niederlassung in Folsom (Kalifornien) und kontrolliert dort ca. 25 % des amerikanischen Sake-Marktes.